# Вікіпедія мовою їдиш
Вікіпедія мовою їдиш (їд. יידישע וויקיפעדיע) — розділ Вікіпедії мовою їдиш. Почав роботу 3 березня 2004 року. Перша стаття була написана 28 листопада того ж року.
Станом на серпень 2011 року Вікіпедія мовою їдиш налічувала майже 9 тисяч статей і 376 000 редагувань. Зареєстровано більше 11 тисяч учасників (включаючи ботів).
Вікіпедія мовою їдиш станом на 26 березня 2025 року містить 15 510 статей, 55 711 зареєстрованих користувачів, 46 активних дописувачів, 3 адміністраторів
. Загальна кількість сторінок у Вікіпедії мовою їдиш — 44 227, редагувань — 595 346, завантажених файлів — 985
. Глибина (рівень розвитку мовного розділу) Вікіпедії мовою їдиш середня і становить 46.1 пунктів
.